# باري ألين (موسيقي)
باري ألين (بالإنجليزية: Barry Allen)‏ هو مغني كندي، ولد في مدينة إدمونتون بمقاطعة ألبرتا الكندية.

## روابط خارجية
- باري ألين على موقع ميوزك برينز (الإنجليزية)
- باري ألين على موقع أول ميوزيك (الإنجليزية)
- باري ألين على موقع ديسكوغز (الإنجليزية)